# دسر اللسان

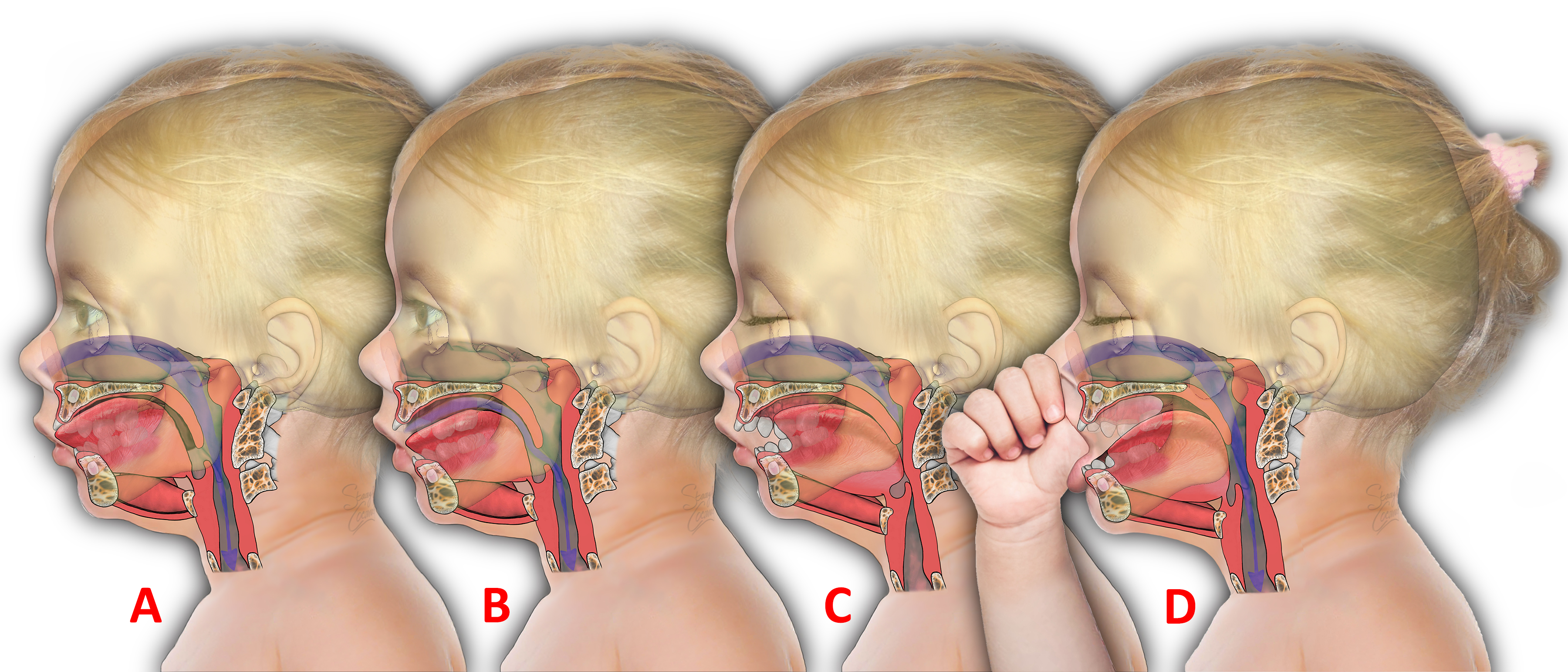

دسر اللسان (ويسمى أيضاً البلع العكسي أو البلع غير الناضج)، هو اسم شائع لحالة عدم التوازن العضلي الفموي الوجهي، وهو نمط سلوكي إنساني يكون اللسان فيه متقدماً بين القواطع الأمامية أثناء البلع، والكلام، وعندما يكون اللسان في وضع الراحة.
يظهر معظم الرضع نمط بلع يشتمل على بروز اللسان، ولكن ببلوغهم سن الستة أشهر يتخلص معظمهم من هذا النمط لتسهيل عملية مضغ الطعام الصلب.
منذ عام 1958، كان مصطلح دسر اللسان يوصف ويقع عنوان بحث في منشورات طب الأسنان من قبل عدة كتاب.
يعاني العديد من أطفال المدارس من مشكلة دسر اللسان. كمثال: وفقاً للمادة المطبوعة الحديثة قرابة 67-95% من الأطفال الذين يتراوح عمرهم ما بين 5-8 سنوات يعانون من دسر اللسان، الأمر الذي قد يكون مصحوباً ومؤدياً إلى مشاكل كلامية وتقويمية.
لحد سن الرابعة، تكون هناك احتمالية أن يظهر الطفل نمط دسر اللسان. لكن إذا تم الإبقاء على نمط دسر اللسان البلعي في سن تتعدى الرابعة، قد يؤدي ذلك إلى تفاقم المشكلة.

## أنواعا من دسر اللسان
1-الإطباق الأمامي :المفتوح النوع الأكثر شيوعاً لدسر اللسان. في هذه الحالة، حيث لا تلتقي الشفتان وعادة ما يكون فم الطفل مفتوحاً ويكون اللسان متقدماً على الشفة.
2-الدسرة الأمامية :تكون القواطع العلوية بارزة بشدة وتكون القواطع السفلية مسحوبة للخلف بواسطة الشفة السفلية. عادة ما يكون هذا النوع من الدسر مصحوباً بعضلة ذقنية قوية.
3-الدسرة وحيدة الجانب :تكون العضة مفتوحة من جانب واحد.
4-الدسرة ثنائية الجانب :تكون العضة الأمامية مغلقة، لكن العضة من الأسنان ثنائية الشرفات إلى أسنان الرحى قد تكون مفتوحة على كلا الجانبين. وهذا النوع هوالأكثر صعوبة من ناحية العلاج.
5-الإطباق الأمامي المفتوح ثنائي الجانب:تكون الأسنان المطبقة هي أسنان الرحى فقط، وتكون العضة الأمامية مفتوحة بأكملها على كلا الجانبين وتشمل الأسنان الأمامية، وقد يلاحظ وجود لسان ضخم.
6-دسرة الإطباق المغلق :تظهر عادة إبرازاً مزدوجاً، وهو يعني أن تكون الأسنان العلوية والسفلية متقدمة ومائلة للأمام ومتباعدة عن بعضها.

## الأسباب
العوامل المؤدية لدسر اللسان تشمل ضخامة اللسان وعادة ما يكون مص الإبهام أحد الأسباب، إضافة إلى ضخامة لوزات الحلق،عوامل وراثية، التصاق اللسان، وأنواع معينة من الحلمات الاصطناعية التي تستخدم لإطعام الرضع. بالإضافة إلى أن الحساسية أو احتقان الأنف قد يؤديان إلى أن يستلقي اللسان في موقع سفلي في الفم بسبب انسداد التنفس، وكل ذلك يؤدي إلى دسر اللسان.

## الآثار
يعتبر دسر اللسان أمراً طبيعياً عند الرضع حتى بلوغهم سن الستة أشهر تقريباً. ويكون التخلص من دسر اللسان مؤشراً على أن الطفل مهيأ لبدء اطعامه طعام الأطفال.يمكن أن يؤثر دسر اللسان سلباً على الفم والأسنان.
يقوم الإنسان الطبيعي بعملية البلع من 1200 إلى 2000 مرة كل 24 ساعة بواقع أربع باوندات (1.8 كغ) من الضعط في كل مرة. فإن كان الشخص يعاني من دسر اللسان، يقوم هذا الضغط بدفع الأسنان وتغيير مواقعها، حيث يعاني العديد من الأشخاص ذوو الدسر اللساني من عضات مفتوحة، بحيث أن قوة اللسان التي تدفع الأسنان تعتبر عاملاً مهماً يؤدي لسوء الإطباق ومشاكله. وقد قام الكثير من أطباء التقويم بعلاج حالات كهذه بنتائج جيدة، ليكتشفوا بعدها أن الأسنان تعود لما كانت عليه بسبب مشكلة دسر اللسان؛ إن سمح للسان بالاستمرار بحركة دفعه للأسنان، فسوف يستمر بدفع الأسنان للأمام مما سيعكس النتائج التقويمية.
لا يسبب نمط دسر اللسان البلعي أية مشكلة في الكلام، ولكن حرف السين (اللثغة) هو أكثر مخارج الحروف تأثرا بالدسر. اللثغة الجانبية ( حيث يدخل الهواء لجانب اللسان بدلاً من مقدمة الللسان)، يظهر تحسناً كبير عندما تعالج مشكلة دسر اللسان. لكن دسر اللسان لا يكون مصحوباً دائماً بلثغة.

## العلاج
هناك طريقتان لعلاج دسر اللسان. يمكن للمريض أن يرتدي جهازاً -يشبه الحارس الليلي- في الفم أثناء الليل، أو يمكنه ارتداء جهاز دائم يمكن إزالته والتعديل عليه من قبل طبيب الأسنان. تتضمن الطريقة الثانية تدريباً على تغيير العادات الفموية، وهي تقنية تدريبية تسمى: (علاج العضلات الفم وجهية الوظيفي)، حيث تعيدهذه الطريقة برمجة عضلات البلع لتغيير النمط البلعي؛ ويكون أخصائيوا العضلات الفم وجهية مدربين تدريباً متخصصاُ في هذا المجال ومؤهلين لعلاج دسر اللسان، واضطرابات العضلات الفم وجهية والعادات الفموية. وقد أثبت العلاج قدرته على إعطاء نسبة عالية من النتائج المرغوبة، لكن الجهاز الفموي لا يزال مستخدماً بنجاح في بعض الحالات؛ إلا أن العلاج العضلي الفم وجهي يبقى ذو نسبة النجاح الأعلى على المدى الطويل.